# Sigfrido Pared Pérez
Sigfrido Aramis Pared Pérez, almirante retirado de la Armada de la República Dominicana, fue jefe de las Fuerzas Armadas Dominicanas como ministro de Defensa. Ocupó este cargo en el período 2004 a 2006 (durante la presidencia de Leonel Fernández), y de nuevo del 16 de agosto de 2012 al 18 de agosto de 2014 (durante la presidencia de Danilo Medina). Es hermano de Reinaldo Pared Pérez, presidente del Senado dominicano.

## Biografía
Sigfrido Aramis Pared Pérez nació en la ciudad de Santo Domingo, capital de la República Dominicana el 2 de diciembre del 1957. Hijo de Reynaldo Pared Días y Milágros A. Pérez. Se enlistó en las filas de la Marina de Guerra de la República Dominicana el 1 de octubre del 1973, egresó de esta academia en 1977 con el título de licenciado en Ciencias Navales.
Cursó sus estudios Universitarios en la Universidad Autónoma de Santo Domingo graduándose como licenciado en Derecho y más tarde haría un Postgrado en Ciencias Sociales y Relaciones Internacionales. Está casado con la doctora Rosalba Oleaga con quién procreó a Sigfrido Enmanuel y Diego Armando Pared Oleaga.
Pared Pérez ha ocupado el cargo de jefe de Estudios de la Academia Naval de la Marina de Guerra, director de Relaciones Públicas de la Marina de Guerra, subdirector de la Academia Naval y consultor jurídico de dicha institución entre otros cargos menores.
En el período 2004-2006 ostentó el cargo de secretario de Estado de las Fuerzas Armadas de la República Dominicana durante el gobierno de Leonel Fernández, más tarde el 16 de agosto del 2012 fue nombrado por el presidente Danilo Medina como ministro de las Fuerzas Armadas de la República Dominicana.
2012: ministro de las Fuerzas Armadas; 2009: director general de Migración; 2008: director de la Autoridad Portuaria Dominicana (secretario de Estado); 2006: director del Departamento Nacional de Investigaciones (DNI); 2004: secretario de Estado de las Fuerzas Armadas; 2003: director del Instituto de Altos Estudios para la Defensa y Seguridad Nacional (IAEDESEN); 2002: director del Instituto Militar de Educación Superior, IMES; 2000: subsecretario de Estado de las Fuerzas Armadas, M. de G.; 1996: comandante Puerto de Puerto Plata, M. de G.; comandante Zona Naval Norte, M. de G.; director general de Entrenamiento, M. de G.; director del Departamento Nacional de Investigaciones (DNI); 1991: consultor jurídico, Marina de Guerra; 1987: jefe de Estudios de la Escuela Naval, M. de G.; comandante del Guardacostas Cap. "ALSINA ", GC-105, M. de G.; 1986: comandante del Guardacostas ALDEBARAN, GC-104, M. de G., 2.º. comandante del Cañonero C-454, M. de G.; 1985: 2.º comandante del Patrullero P-204, M. de G., comandante del Buque Hidrográfico BA-IO, M. de G.; 1984: comandante de la Lancha BA-17, M. de G.; 1983: oficial de Suministro y Operaciones de la Fragata “MELLA" F-451, M de G.; 1982: 2.º comandante del Guardacostas "CAPELIA ", GC-108, M. de G.; 1980: oficial de Operaciones del Cañonero “PRESTOL” C-454, M. de G.; 1977: oficial de Maniobras del Patrullero “CALDERAS” P-209, M. de G.
Como docente, se ha desempeñado en distintas instituciones educativas como son: la Escuela Naval (1987-1992), Universidad APEC (1990-1993), el Instituto Militar de Educación Superior (IMES), el Instituto Naval de Estudios Superiores (INES) y el Instituto de Altos Estudios para la Defensa y Seguridad Nacional.http://www.fuerzasarmadas.mil.do/detail.aspx?id=298

## Rango

Almirante de la Armada Dominicana

- Vicealmirante:????-2012
- Almirante: 2012-2014

## Condecoraciones
- Gran Cruz al Mérito Militar con Distintivo Blanco  España
- Medalla de Honor al Mérito de la Guardia Nacional y Estrella de Honor de Carabobo  Venezuela
- Gran Cruz del Mérito Naval Español  España
- Orden de Seguridad Nacional 1.ª. Clase  China
- Orden al Mérito Naval con Medalla al Mérito Naval, (2.ª. Categoría, 1990), Orden Mérito Naval con Medalla al Servicio Distinguido (2.ª. Categoría 1991), Graduado de Honor en el Curso de Comando y Estado Mayor, en el Instituto Militar de Educación Superior (1993), Orden del Gran Cordón Juan Pablo Duarte (1994), Orden al Mérito Naval Medalla al Servicio (1.ª, 2.ª y 3.ª Categoría 1994), Orden Mérito Naval con Medalla al Mérito Naval (1.ª. Categoría, 1997), Orden Mérito Naval con Medalla al Servicio Distinguido (lra. Categoría, 1997), Gran Cruz del Mérito Militar con Distintivo Blanco (España, 1999), Orden Mérito Naval con Medalla de Honor (lra. Categoría, 2000), Medalla de Honor al Mérito de la Guardia Nacional (Venezuela, 2003), Estrella de Honor de Carabobo única clase (Venezuela 2005), Gran Cruz Mérito Naval (España, 2006), Orden al Mérito Naval con Medalla de Honor Primera Categoría (2009), Orden del Mérito Aéreo (2009), Medalla al Mérito del Servidor Público (2011), Orden Mérito Naval con Medalla al Servicio Distinguido (1.ª. Categoría 2011), Orden de la Bandera Resplandeciente con el Gran Cordón (2013).